# Бутрин Ігор Богданович
Ігор Богданович Бутрин (10 червня 1984 — січень 2023 — Донецька область) — український військовослужбовець, інспектор Державної прикордонної служби України, учасник російсько-української війни. Почесний громадянин міста Тернополя (2023, посмертно).

## Життєпис
Ігор Бутрин народився 10 червня 1984 року.
Загинув у січні 2023 року під час виконання бойового завдання у важких боях на Донеччині.
Похований 22 січня 2023 року на Алеї Героїв Микулинецького цвинтаря м. Тернополя.

## Нагороди
- Почесний громадянин міста Тернополя (27 січня 2023, посмертно)[1].